# Aneides hardii
Aneides hardii es una especie de salamandras en la familia Plethodontidae. Es endémica de las montañas de Nuevo México, Estados Unidos. Su hábitat natural son los bosques templados.
Está amenazada de extinción debido a la destrucción de su hábitat.